# Stefano Senesi
Stefano Senesi (Roma, 17 dicembre 1957) è un pianista, compositore e produttore discografico italiano.

## Biografia
All'eta di 4 anni, spinto dalla famiglia, inizia lo studio del pianoforte; all'età di 11 anni entra al Conservatorio di Santa Cecilia a Roma e consegue il diploma in pianoforte, armonia e composizione, approfondendo le tecniche di contrappunto e facendo pratica contemporaneamente nella scrittura orchestrale e corale.

Nello stesso periodo, oltre che alla musica classica, inizia a fare esperienze nella musica pop e rock, suonando in svariati gruppi musicali, e a soli 17 anni diventa tastierista durante un tour di Bruno Martino, grande musicista che si rivelerà prezioso per il prosieguo della carriera di Stefano: quest'esperienza lo fa infatti entrare in contatto con alcuni produttori dell'RCA Italiana, che lo assume dapprima come pianista per provini di giovani artisti e poi come sessionman per i dischi degli artisti della casa discografica.

In contemporanea inizia anche un'attività come musicista per l'incisione delle sigle dei cartoni animati, collaborando con i Rocking Horse.

La sua carriera artistica vanta collaborazioni con vari artisti italiani: Rita Pavone, Rino Gaetano, Sergio Endrigo, Francesco De Gregori, Mimmo Locasciulli, Umberto Bindi, Ivan Graziani, Fausto Leali, Luca Barbarossa, Paolo Carta, Enrico Ruggeri, Loredana Bertè, Mimmo Cavallo, Mariella Nava, Mia Martini,   Riccardo Fogli, Antonello Venditti, Gianni Morandi, Giorgia, Anna Oxa, ma soprattutto con Renato Zero, con il quale c'è stato il più stretto e duraturo rapporto professionale, sia come session man che come coautore.
È stato coarrangiatore e produttore di vari album di Mariella Nava, coautore dal 1990 di brani interpretati da Renato Zero, partecipando come autore e co-produttore all'album "Amore dopo amore" del 1998, considerato dalla critica uno degli album più belli e più venduti dell'artista. Sua è la sigla del segnale orario di Canale 5 dal 1994 al 1998 e la sigla pubblicitaria e meteo di Rai 1 dal 2003 al 2010.
Inoltre, realizza nel 2005 un DVD dal titolo "Padroni di niente"(patrocinato dall'I.M.A.I.E), progetto Video-musicale nel quale il musicista (animalista attivo) denuncia le violenze gratuite della razza umana nei confronti degli animali in genere (vedi sito ufficiale o myspace.com/stefanosenesi).
Partecipa al Festival di Sanremo 2011 come autore con il brano "Tra tegole e cielo" interpretato dal giovane Marco Menichini.
Dall'ottobre del 2011 è docente di Pianoforte alla Saint Luis Music College di Roma.
Dal 2012 crea un suo metodo didattico per lo studio del pianoforte rivolto sia ai principianti sia agli aspiranti professionisti.
Contemporaneamente è impegnato in progetti di colonne sonore per film, parallelamente a quelli discografici,pur continuando la sua attività come autore di brani per i più famosi artisti pop italiani e come pianista sia in studio che live.

## Dischi in cui ha suonato Stefano Senesi
Tranne dove indicato, i dischi sono da intendersi come 33 giri o CD
| Anno | Interprete                         | Titolo                                                        |
| ---- | ---------------------------------- | ------------------------------------------------------------- |
| 1979 | Rita Pavone                        | R. P. '80 (33 giri)                                           |
| 1980 | Rocking Horse                      | Candy Candy/Lucy (45 giri; Senesi canta nel brano sul lato B) |
| 1980 | Rino Gaetano                       | E io ci sto (33 giri)                                         |
| 1980 | Davide Spitaleri                   | Uomo irregolare (33 giri)                                     |
| 1980 | Mimmo Cavallo                      | Siamo meridionali (33 giri)                                   |
| 1980 | Fausto Leali                       | Malafemmena/Il tuo posto (45 giri)                            |
| 1981 | Renato Zero                        | Icaro(33 giri)                                                |
| 1981 | Interpreti vari                    | Forza venite gente - musical (33 giri)                        |
| 1981 | Detto Mariano                      | Delitto al ristorante cinese (colonna sonora)                 |
| 1984 | Luca Barbarossa                    | Colore/Belle le tue labbra (45 giri)                          |
| 1984 | Bruno Zambrini                     | Windsurf - Il vento nelle mani (colonna sonora)               |
| 1984 | Gianni Morandi                     | Immagine italiana (33 giri)                                   |
| 1985 | Mimmo Locasciulli                  | Mimmo Locasciulli (33 giri)                                   |
| 1985 | Mimmo Locasciulli e Enrico Ruggeri | Confusi in un playback/Con la memoria (45 giri)               |
| 1987 | Luca Barbarossa                    | Come dentro un film (33 giri)                                 |
| 1989 | Mimmo Locasciulli                  | (Adesso glielo dico) (CD)                                     |
| 1989 | Renato Zero                        | Voyeur (CD)                                                   |
| 1989 | Armando De Razza                   | Esperanza d'escobar (CD)                                      |
| 1990 | Mia Martini                        | La mia razza (CD)                                             |
| 1991 | Dody Moscati                       | Accidenti (33 giri)                                           |
| 1992 | Francesco De Gregori               | Canzoni d'amore (CD)                                          |
| 1993 | Francesco De Gregori               | Il bandito e il campione (CD)                                 |
| 1993 | Giò Chiarello                      | Prima le donne e i bambini (CD)                               |
| 1994 | Nino D'Angelo                      | Fortepiano (33 giri)                                          |
| 1996 | Massimo Di Cataldo                 | Anime (CD)                                                    |
| 1996 | New Trolls                         | Il sale dei New Trolls (CD)                                   |
| 1997 | Loredana Bertè                     | Un pettirosso da combattimento (CD)                           |
| 1998 | Renato Zero                        | Amore dopo amore (CD)                                         |
| 1998 | Antonello Venditti                 | Antonello nel paese delle meraviglie (CD)                     |
| 1999 | Ivan Graziani                      | Per sempre Ivan (CD)                                          |
| 1999 | Renato Zero                        | Amore dopo amore, tour dopo tour (CD)                         |
| 2000 | Renato Zero                        | Tutti gli zeri del mondo (RAI 1 trasm. televisiva)            |
| 2000 | Mariella Nava                      | Pazza di te (CD)                                              |
| 2001 | Giorgia                            | Senza ali (CD)                                                |
| 2001 | Renato Zero                        | La curva dell'angelo (CD)                                     |
| 2001 | Anna Oxa                           | L'eterno movimento (CD)                                       |
| 2002 | Mariella Nava                      | Questa sono io (CD)                                           |
| 2004 | Renato Zero                        | Figli del sogno (CD)                                          |
| 2004 | Mariella Nava                      | Condivisioni (CD)                                             |
| 2012 | Mariella Nava                      | Tempo mosso (CD)                                              |
| 2013 | Renato Zero                        | Amo - Capitolo II (CD)                                        |
| 2013 | Renato Zero                        | Amo - Capitolo III (CD)                                       |

2005
- Padroni di niente, Stefano Senesi / Angelo Scandurra

## Dischi di cui Stefano Senesi ha seguito la produzione
| Anno | Interprete    | Titolo                           |
| ---- | ------------- | -------------------------------- |
| 1998 | Renato Zero   | Amore dopo amore                 |
| 1999 | Renato Zero   | Amore dopo amore, tour dopo tour |
| 2000 | Renato Zero   | Tutti gli zeri del mondo         |
| 2001 | Renato Zero   | La curva dell'angelo             |
| 2004 | Mariella Nava | Condivisioni                     |
| 2012 | Mariella Nava | Tempo mosso                      |